# Tramini

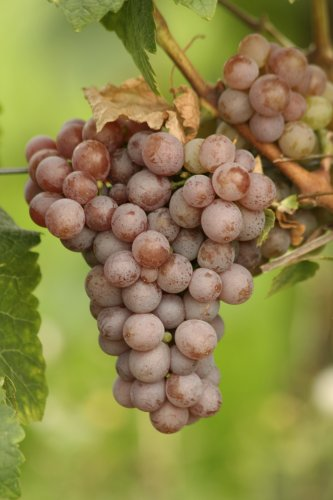
Egy fürt tramini

A tramini könnyű, friss, aromás fehérbort adó szőlőfajta. A muskotály fajta rokonának tartják. Nevét a dél-tiroli (alto-adige-i) Tramin (1919 óta Termeno) községről kaphatta, de a szőlőfajta akár francia eredetű is lehet, vagy egyes vélemények szerint észak-görögországi.

## Elterjedése
Termesztik Németországban, Franciaországban, az Amerikai Egyesült Államokban (főleg Kaliforniában), Ausztriában és Romániában is. Spanyolország északnyugati borrégiójában (Galicia autonóm közösségben) albariño néven jelentős.
Magyarországon főleg a pannonhalma-sokoróaljai, a mátraaljai, az egri és a móri borvidékeken termesztenek. Magyarországon általában a piros tramini és a fűszeres tramini ismert, de az alacsony terméshozam miatt egyik sem igazán elterjedt.

## Jellemzése
Tőkéje középerősen nő, sűrű vesszőkkel. Fürtje kicsi, szabálytalan, tömött vagy közepesen tömött. Bogyói kicsik vagy közepesek, kissé megnyúlt gömbölydedek, húspirosak és hamvasak. A héjuk vastag, ropogósak, édesek és lédúsak, de a sok mag miatt viszonylag kevés levet adnak.
Viszonylag hűvös éghajlaton érzi jól magát. Szeptember vége felé érik.

## Felhasználása
Savai a Somlón termett tramini kivételével lágyak. Bora aranysárga, rózsa és licsi illatú, kissé muskotályos, fűszer, gyümölcs, fahéj és mézízű. Általában fiatalon fogyasztják, de egyes fajtáinak 2-4 év érés használ. Öt évnél tovább ritkán él.
A nemzetközi piacon legismertebbek a francia Elzász tartományban előállított traminik. Magyarországon ismert a Bátaapáti Tramini.

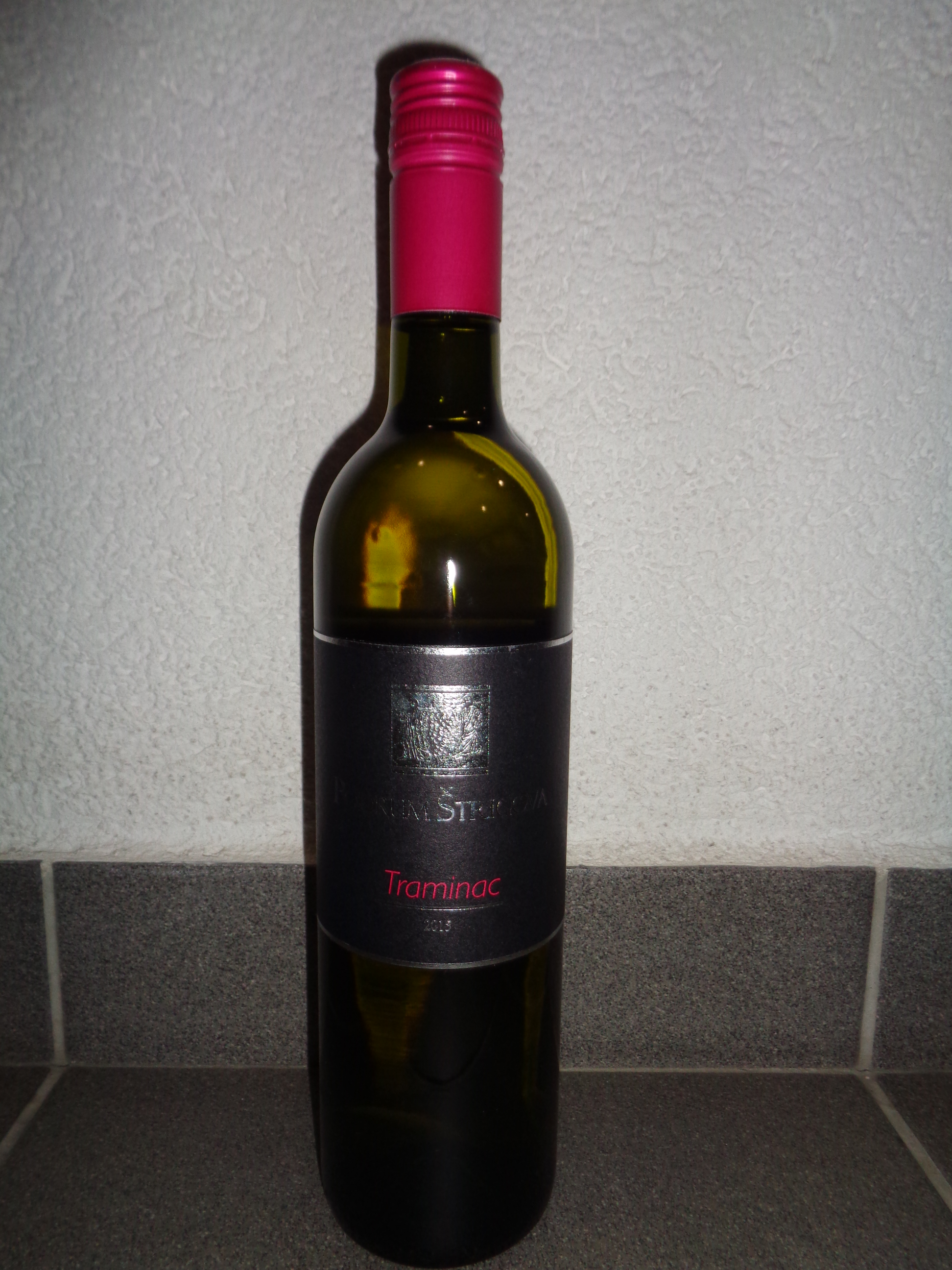

## Gewürztraminer
A traminit gyakran azonosítják a Gewürztraminer szőlőfajtával (amit Gewürz, illetve Traminer neveken is emlegetnek), bár az Office Internationale de la Vigne et du Vin szerint nagyon hasonló, de mégis külön fajták. 
Épp ezért a tramini és a Gewürztraminer hasonnevei, mint például Tramin cervené és Traminer Rosso is keverednek.
Egyéb hasonnevei a Traminer, Traminac, Traminer Musqué, Traminer Parfumé, Traminer Aromatico, Roter Traminer, Edel Traube, Rousselet, Savagnin és a Savagnin Rosé.

## Gasztronómiai ajánlat
A száraz traminit fehér húsú szárnyasokhoz, az édes traminit gyümölcsös édességekhez ajánlják .
A tramini a Gewürztraminerrel együtt a kevés fehérborok egyike, amely kellemes curryvel és egyéb ázsiai ételekkel. Fogyasztható zsíros vadhúshoz is.
A fűszeres tramini késői szüretelésű borai gyakran viselik magukon többek között a fahéj aromajegyeit, ami összhangot teremt a fahéjas fogásokkal. Jól harmonizál a gyömbérrel, licsivel készült ételekkel is.
10-12 C hőmérsékleten szolgálják fel.